# Thomas Quasthoff

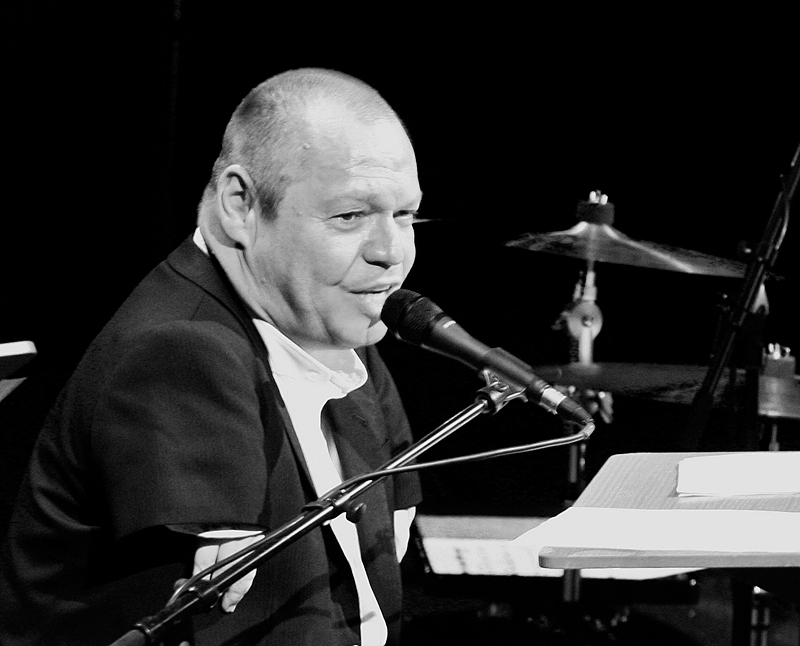
Thomas Quasthoff, 2010

Thomas Quasthoff (* 9. November 1959 in Hildesheim) ist ein deutscher Opernsänger (Bassbariton) und Professor für Gesang an der Hochschule für Musik „Hanns Eisler“ Berlin.

## Leben

### Kindheit, Ausbildung
Thomas Quasthoff wurde mit einer Conterganschädigung geboren und ist 1,34 Meter groß. Im Dokumentarfilm The Dreamer (2004/05) beschreibt Quasthoff, wie er seine Kindheit unter schikanösen Umständen in einem lagerähnlichen Wohnstift für Schwerstbehinderte verbringen musste. Mit Hilfe seiner Eltern und seines zwei Jahre älteren Bruders Michael entkam er dieser Isolation, sie schlossen ihn von keiner Tätigkeit aus und ließen ihn auf selbstverständliche Weise am alltäglichen Leben teilhaben. Der Vater erkannte früh das musikalische Talent seines Sohnes und ermöglichte trotz vieler Widerstände Gesangsunterricht für ihn. Die Musikhochschule in Hannover lehnte ihn ab, weil er aufgrund seiner Behinderung kein zweites Instrument spielen konnte. 1972 sang er als 13-Jähriger auf Betreiben seines Vaters bei Sebastian Peschko, dem damaligen Leiter der Abteilung „Kammermusik und Lied“ des NDR-Landesfunkhauses Niedersachsen in Hannover, vor. Quasthoff waren dazu fünf Minuten eingeräumt worden, es wurden jedoch eineinhalb Stunden daraus. Im selben Jahr nahm er ein Gesangsstudium bei Charlotte Lehmann in Hannover auf. Musiktheorie und Musikgeschichte lernte er bei deren Ehemann Ernst Huber-Contwig.
Nach dem Abitur studierte Quasthoff zunächst sechs Semester Jura, brach das Studium ab und war sechs Jahre lang im Marketingbereich bei der Kreissparkasse Hildesheim tätig. In diesem Zeitraum trat er sowohl als Jazzsänger als auch mit seinem Kabarettprogramm Lichte Momente auf, in dem er unter anderem mit Stimmenimitationen von Politikern wie Willy Brandt, Helmut Kohl und Franz Josef Strauß auftrat. 1980 unterstützte er den hannoverschen Musiker und Komponisten Michael Rietzke mit seiner Band „The Locals“ und sang zwei Stücke auf dessen Debütalbum. Eine erste LP mit dem Titel Vocal Spirit spielte Quasthoff 1986 bei Edition Collage ein, auf der Jazz- und Gospelklänge dominieren. Beim NDR-Landesfunkhaus Niedersachsen arbeitete er ab 1980 als Radiomoderator und Sprecher.

### Karriere
Seinen ersten großen Gesangsauftritt hatte Thomas Quasthoff am 26. Februar 1984. Manfred Ehrhorn, damals musikalischer Leiter des Studiochors Braunschweig und Professor an der Hochschule für Musik und Theater Hannover, ermutigte ihn zu diesem Auftritt als Bassist in Louis Spohrs Die letzten Dinge in der Braunschweiger St.-Johannis-Kirche, begleitet vom Studiochor Braunschweig sowie Mitgliedern der Bach-Kantorei Helmstedt und des Staatsorchesters Braunschweig. 1987 sang Quasthoff als Solist zusammen mit den Limburger Domsingknaben Mozarts Credo-Messe.
1988 gelang Quasthoff der internationale Durchbruch, als er in seinem Stimmfach Bariton beim Internationalen Musikwettbewerb der ARD gewann. 1994 kündigte er seine Stellung beim NDR und machte sich als freier Künstler selbstständig. Nebenher erteilte er Gesangsunterricht. 1995 führte er zusammen mit dem Windsbacher Knabenchor erstmals seit dem Zweiten Weltkrieg die komplette Matthäus-Passion von Johann Sebastian Bach in Israel auf. Im Jahr darauf erhielt er eine Professur für Gesang an der Hochschule für Musik Detmold, die er bis 2004 ausübte, danach wechselte er zur Hochschule für Musik „Hanns Eisler“ Berlin. Ein Schüler von ihm ist Lars Woldt.
1998 debütierte Thomas Quasthoff in der Carnegie Hall in New York/USA mit Mahlers Des Knaben Wunderhorn. Ab dann trat er in fast allen großen Konzerthäusern der Welt auf. Anfänglich spezialisierte er sich auf konzertante Auftritte und Kunstlieder; als herausragend gilt seine Interpretation des Liederzyklus Winterreise von Franz Schubert mit dem Pianisten Charles Spencer als Begleiter. Eine Aufnahme davon erschien 1998. Es folgte im Jahr 2005 Die schöne Müllerin mit Justus Zeyen als Begleiter. Zwischenzeitlich wirkte Quasthoff verstärkt in Opernaufführungen mit. 2003 debütierte er als Fernando im Fidelio von Ludwig van Beethoven während der Osterfestspiele Salzburg. Aufsehen erregte er hier unter anderem mit der Partie des Amfortas im Parsifal von Richard Wagner in der Wiener Staatsoper.
2004 schrieb Quasthoff seine Autobiographie Die Stimme, 2006 legte er ein weiteres autobiographisches Werk, Der Bariton, als literarische Beigabe zur CD Betrachte, meine Seel vor. 2006 nahm er sein erstes Jazz-Album mit Till Brönner, Alan Broadbent, Peter Erskine, Dieter Ilg und Chuck Loeb auf, das 2007 veröffentlicht wurde (The Jazzalbum – Watch what happens). Im Oktober 2006 gab er den vollständigen Rückzug von der Opernbühne bekannt, um sich stärker seinen Konzerten und seiner Lehrtätigkeit widmen zu können. Seit 2010 engagiert er sich zudem als Botschafter für die Christoffel-Blindenmission. 2010 veröffentlichte er auch sein Album Tell It Like It Is, auf dem er sich zwischen den Bereichen Soul, Rhythm and Blues und Pop bewegt. Seine Begleiter sind unter anderen Bruno Müller, Frank Chastenier, Dieter Ilg und Wolfgang Haffner. 
Im Oktober 2011 kündigte er an, nach einer Kehlkopfentzündung auf Anraten seiner Ärzte endgültig von der Jazzbühne abzutreten und „in diesem Genre keine Konzerte mehr zu geben“. Am 11. Januar 2012 wurde bekannt, dass er sich aus gesundheitlichen Gründen als Sänger endgültig von der Bühne zurückzieht.
Ab November 2012 stand Quasthoff in Shakespeares Was ihr wollt als Feste, Olivias Narr, auf der Bühne des Berliner Ensembles. Im September 2013 fand die Uraufführung des Kabarettprogramms Keine Kunst von und mit Quasthoff und Michael Frowin im Haus der Berliner Wühlmäuse statt.

### Privates
Quasthoff lebt in Berlin und ist seit 2006 mit Claudia Quasthoff verheiratet, die als Fernseh-Journalistin für den MDR arbeitet.

### Ehrenamt
Quasthoff ist seit 2003 Schirmherr der Stiftung Kinder von Tschernobyl des Landes Niedersachsen.

## Auszeichnungen
- 1986: Bundesverdienstkreuz am Bande der Bundesrepublik Deutschland
- 1987: 1. Preis beim Mozartfest-Wettbewerb, Würzburg
- 1988: Gewinn des Internationalen Musikwettbewerb der ARD als Bariton
- 1994: Niedersachsenpreis für Kultur
- 1996: Schostakowitsch-Preis in Moskau und den Hamada Trust/Scotsman Festival Price in Edinburgh.
- 2000: Grammy in der Kategorie Best Classical Vocal Performance mit Gustav Mahlers Des Knaben Wunderhorn
- 2004: Grammy in der Kategorie Best Classical Vocal Performance mit Schubert-Liedern mit Anne Sofie von Otter und dem Chamber Orchestra of Europe
- 2004: Echo Klassik der Deutschen Phonoakademie
- 2004: Ehrenring der Stadt Hildesheim
- 2005: Großes Bundesverdienstkreuz der Bundesrepublik Deutschland
- 2005: Berliner Bär (B.Z.-Kulturpreis)
- 2006: Europäischer Solistenpreis
- 2006: Deutscher Canto Kulturpreis 2006[9]
- 2006: Grammy in der Kategorie Best Classical Vocal Performance für seine erste Soloaufnahme mit Bach-Kantaten, die er mit den Berliner Barock Solisten unter der Leitung von Rainer Kussmaul, Mitgliedern des RIAS-Kammerchores und Albrecht Mayer (Oboe) eingespielt hatte.
- 2007: Brahms-Preis der Brahms-Gesellschaft Schleswig-Holstein
- 2007: Echo Klassik der Deutschen Phonoakademie in zwei Kategorien
- 2008: Grammy in der Kategorie Best Choral Performance mit Brahms: Ein deutsches Requiem mit Dorothea Röschmann und dem Rundfunkchor Berlin unter Leitung von Simon Halsey und den Berliner Philharmonikern unter Leitung von Sir Simon Rattle
- 2009: Herbert-von-Karajan-Musikpreis[10]
- 2009: Goldmedaille der Royal Philharmonic Society[11]
- 2010: Praetorius Musikpreis des Landes Niedersachsen[12]
- 2010: Nord/LB Artist Award[13]
- 2011: ECHO Jazz in der Kategorie „Sänger des Jahres national“ für das Album Tell It Like It Is[14]
- 2015: Martin-Buber-Plakette der Euriade Kerkrade und Herzogenrath
- 2025 Rheingau Musik Preis

## Diskografie (Auswahl)
Chartplatzierungen

| Jahr | Titel                                                | Höchstplatzierung, Gesamtwochen, AuszeichnungChartplatzierungen (Jahr, Titel, Platzierungen, Wochen, Auszeichnungen, Anmerkungen) | Höchstplatzierung, Gesamtwochen, AuszeichnungChartplatzierungen (Jahr, Titel, Platzierungen, Wochen, Auszeichnungen, Anmerkungen) | Anmerkungen                                                                                      |
| Jahr | Titel                                                | DE | AT | Anmerkungen                                                                                      |
| ---- | ---------------------------------------------------- | --- | --- | ------------------------------------------------------------------------------------------------ |
| 2006 | Das Mozart-Album                                     | DE36 (6 Wo.)DE | AT26 (8 Wo.)AT | mit Anna Netrebko, Bryn Terfel, Elina Garanča, René Pape                                         |
| 2007 | The Jazz Album – Watch What Happens                  | DE17 (9 Wo.)DE | AT50 (3 Wo.)AT |                                                                                                  |
| 2010 | Tell It like It Is                                   | DE39 Gold · (5 Wo.)DE | AT45 (6 Wo.)AT | German Jazz Award in Gold                                                                        |
| 2016 | Ein Wintermärchen – Weihnachtslieder aus Deutschland | DE25 (5 Wo.)DE | — | Sampler, ein Beitrag: Süßer die Glocken nie klingen (mit dem Deutschen Filmorchester Babelsberg) |
| 2018 | Nice ’n’ Easy                                        | DE32 (4 Wo.)DE | AT35 (3 Wo.)AT | mit der NDR Bigband                                                                              |

Alben
- Wolfgang Amadeus Mozart: Arien. Württembergisches Kammerorchester Heilbronn, Jörg Faerber, Sony BMG, September 1997 (Echo-Preis 1998)
- Krzysztof Penderecki: Credo. Oregon Bach Festival Chor und Orchester, Helmuth Rilling. Hänssler, September 1998. (Grammy für die beste Chor-Darbietung des Jahres 2000 für Rilling)
- Franz Schubert: Winterreise. Mit Charles Spencer. BMG, Oktober 1998.
- Gustav Mahler: Des Knaben Wunderhorn. Anne Sofie von Otter, Berliner Philharmoniker, Claudio Abbado. Deutsche Grammophon, April 1999 (erster Grammy).
- Brahms und Liszt: Lieder. Mit Justus Zeyen. Deutsche Grammophon, Februar 2000 (für den Grammy nominiert).
- Schuberts Schwanengesang und Brahms’ Vier ernste Gesänge. Mit Justus Zeyen (Preis der deutschen Schallplattenkritik, 2001/3).
- Schubert-Lieder. Mit Anne Sofie von Otter, Chamber Orchestra of Europe, Claudio Abbado. Deutsche Grammophon, April 2003 (zweiter Grammy).
- Bach Cantatas: Soloaufnahme, mit den Berliner Barock Solisten, Mitglieder des RIAS-Kammerchores, Rainer Kussmaul. Deutsche Grammophon, 2004 (dritter Grammy).
- Franz Schubert: Die schöne Müllerin. Mit Justus Zeyen. Deutsche Grammophon 2005.
- Arnold Schönberg: Gurrelieder. Berliner Philharmoniker, Simon Rattle. EMI, April 2006.
- Betrachte meine Seel. Staatskapelle Dresden, Sebastian Weigle. Deutsche Grammophon, 2006.
- The Voice. Werke von Brahms, Liszt, Lortzing, Mendelssohn Bartholdy, Schubert, Weber, Heine, Rückert, Chezy. Deutsche Grammophon, Mai 2006.
- Watch What Happens. The Jazz Album. Jazz-Standards, mit Till Brönner. Deutsche Grammophon, März 2007.
- Joseph Haydn: Die Schöpfung. Annette Dasch, Christoph Strehl, Österreichisch-Ungarische Haydn-Philharmonie, Wiener Kammerchor, Adam Fischer. DVD, Medici Arts, Oktober 2009.
- Tell It like It Is. Soul, R’n’B- und Pop-Standards. Deutsche Grammophon, September 2010.
- Nice’n’Easy. Jazz mit der NDR Bigband. OKeh/Sony Music, Mai 2018.

## Zitate
„Ich wäre ein schlechter Lehrer, wenn ich für meine Schüler eine Oase der Glückseligkeit schaffe und sie nicht ahnen, was nach der Hochschule auf sie zukommt. So gesehen bin ich streng.“

„Viele denken, ein Behinderter muss doch leiden, traurig und verzweifelt sein. Aber das bin ich gar nicht. Die Verzweiflungen habe ich hinter mir, ich bin sehr lebensbejahend. Und ich versuche es den Leuten leicht zu machen, mit mir umzugehen.“

„Ein Solist hat nur dann eine Chance, wenn er wirklich gut ist.“

„In Deutschland leben 80 Millionen Behinderte. Ich habe den Vorteil, dass man es mir ansieht.“

„Ich habe kein Problem damit, auch wenn man über mich Witze macht. […] – Ich hab gelernt, über mich zu lachen.“

„Ich kenne Studenten, die das besser können. Auch seine Ausstrahlung ist ausbaufähig. Man sieht ihm die Anstrengung richtig an. Die Kunst des großen Singens ist, dass man die Anstrengung eben nicht sieht. Potts ist sozusagen der Antipode zu dem, was ich meinen Studenten vermittle. […] Ich gönne Potts den Erfolg von Herzen. […] Aber jetzt soll bitte keiner tun, als sei da ein neuer Klassikstar geboren.“

## Dokumentationen
- Thomas Quasthoff: The Dreamer. Dokumentarfilm, Deutschland, 2004/2005, 90 Min., Regie: Michael Harder, Produktion: tryharder tvnetwork, Hamburg, Inhaltsangabe mit Vorschau.
- Deutschland, deine Künstler. Thomas Quasthoff. Dokumentarfilm, Deutschland, 2007/2008, 60 Min., Regie: Reinhold Jaretzky, Produktion: Zauberberg Film, Reihe: Deutschland, deine Künstler, Erstausstrahlung: ARD, 10. Juli 2008, kurze Inhaltsangabe.